# فرق مربعي عددين
في الرياضيات، تعطى متطابقة فرق مربعي عددين بالشكل التالي:
{\displaystyle a^{2}-b^{2}=\left(a+b\right)\left(a-b\right)}
وهي تعتبر من المتطابقات الأساسية في الجبر الابتدائي.

## البرهان
برهان هذه المتطابقة بسيط جداً، وذلك بالبدء من الطرف الأيمن بتطبيق توزيع الضرب، فيتم الحصول على الطرف الأيسر.

## في الهندسة الرياضية
يتم تمثيل فرق مربعي عددين هندسياً بفرق مربعين في المستوى.